# Joseph Uphues

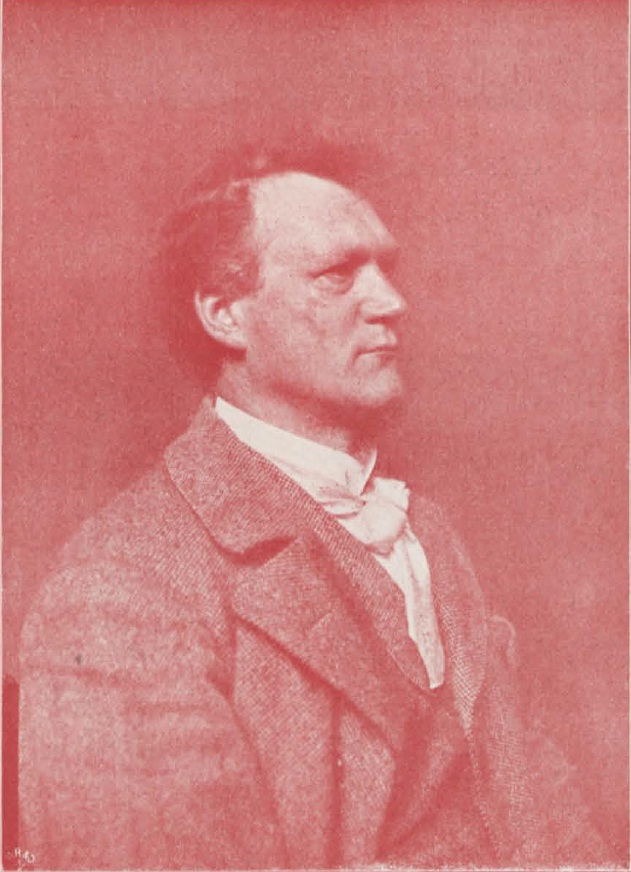
Joseph Uphues, Foto von 1899

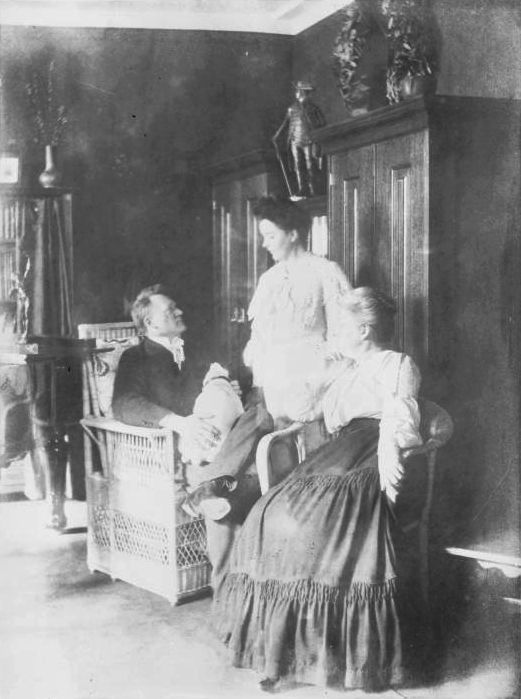
Joseph Uphues mit der Sängerin Mary Muenchhoff (Bildmitte)

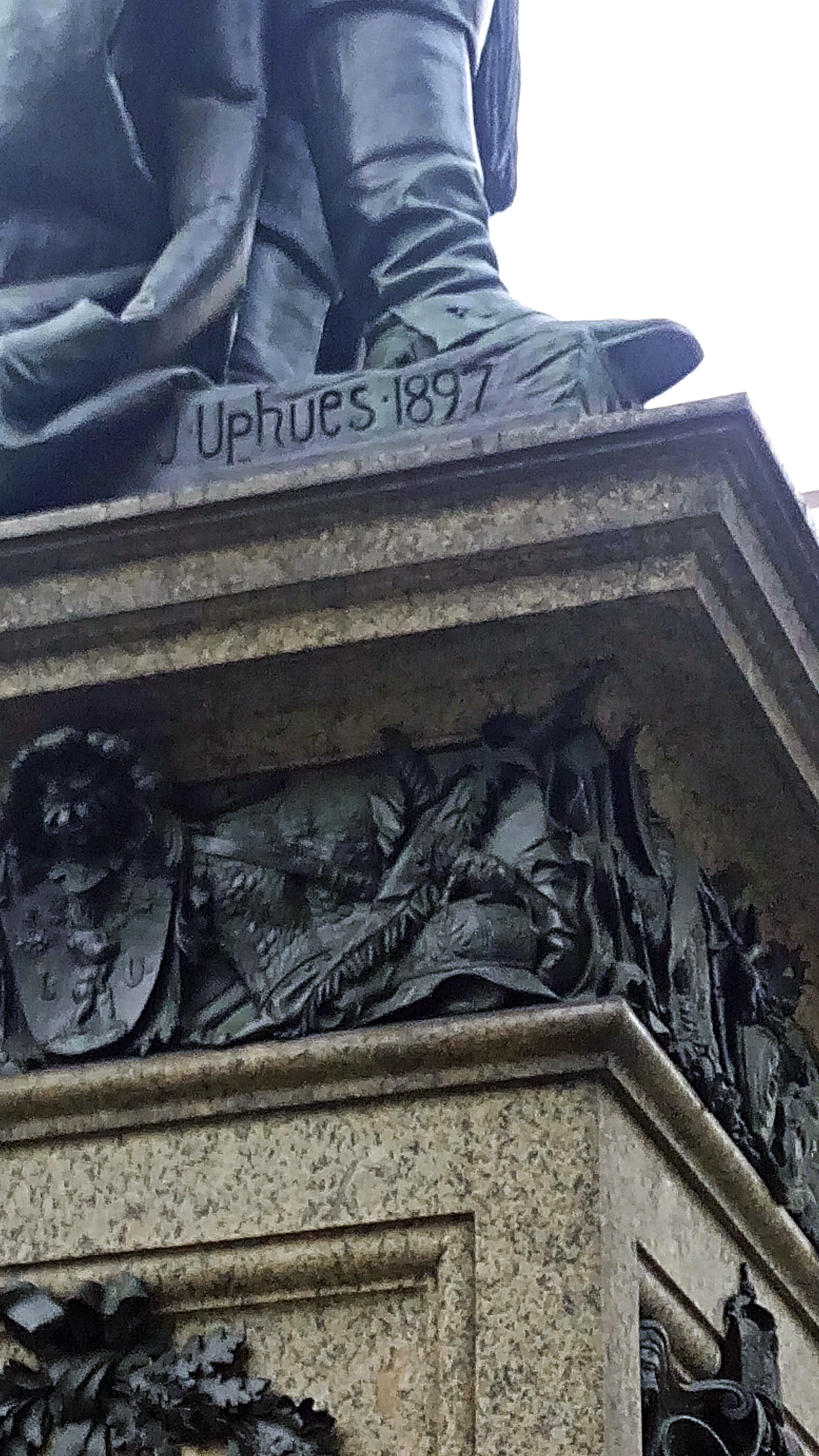
Künstlersignatur am Kaiser-Friedrich-Denkmal, Wiesbaden, 1897

Joseph Uphues (* 23. Mai 1850 in Sassenberg; † 2. Januar 1911 in Deutsch-Wilmersdorf; vollständiger Name: Joseph Johann Ludwig Uphues; alternative Schreibweise: Josef Uphues) war ein deutscher Bildhauer.

## Leben und Werk
Nach einer Tischlerlehre begab sich Uphues in den Jahren von 1868 bis 1870 auf Wanderschaft durch Belgien und die Niederlande. Von 1870 bis 1871 machte er eine Steinmetzlehre in Wiedenbrück. Dort war er bis 1878 tätig. In der Berliner Akademie war er 1878 Schüler von Reinhold Begas und Fritz Schaper. 1882 wurde er Meisterschüler von Begas, für den er auch von 1885 bis 1891 als Gehilfe im Privatatelier arbeitete. Ab 1892 machte er sich als Bildhauer selbstständig. 1899 erhielt er den Titel Professor und wurde Mitglied der Berliner Secession.
 Erste Skulpturen

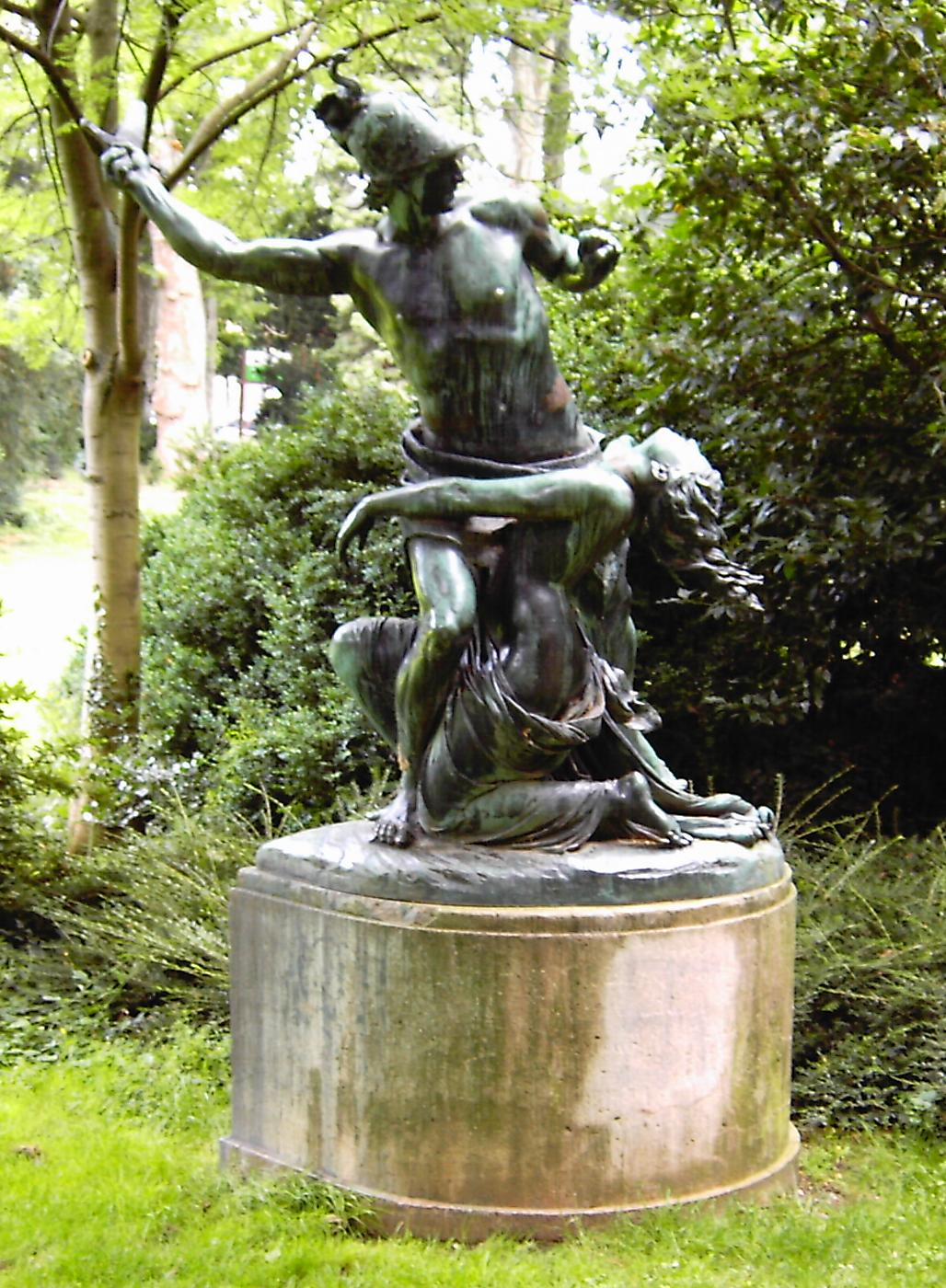
Verteidigung einer Sabinerin (1886)
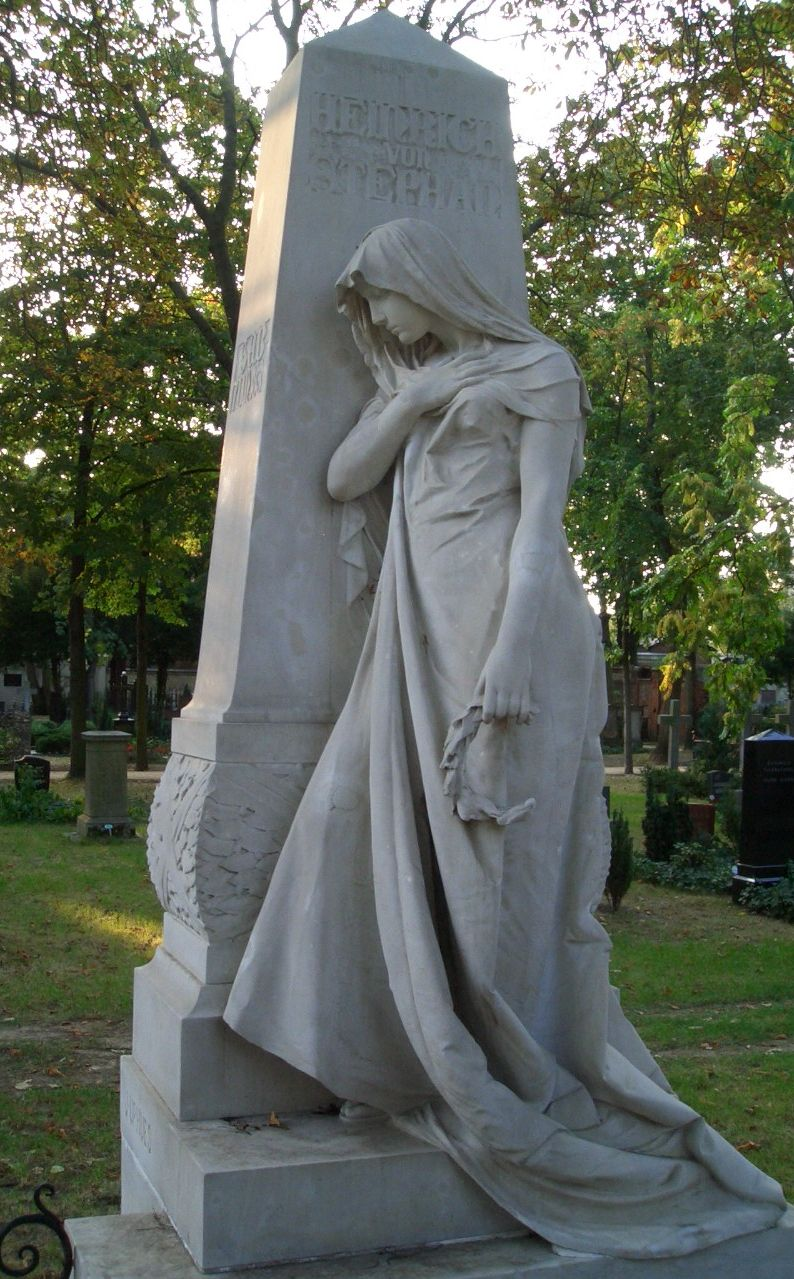
Trauernde am Grabmal Heinrich von Stephans
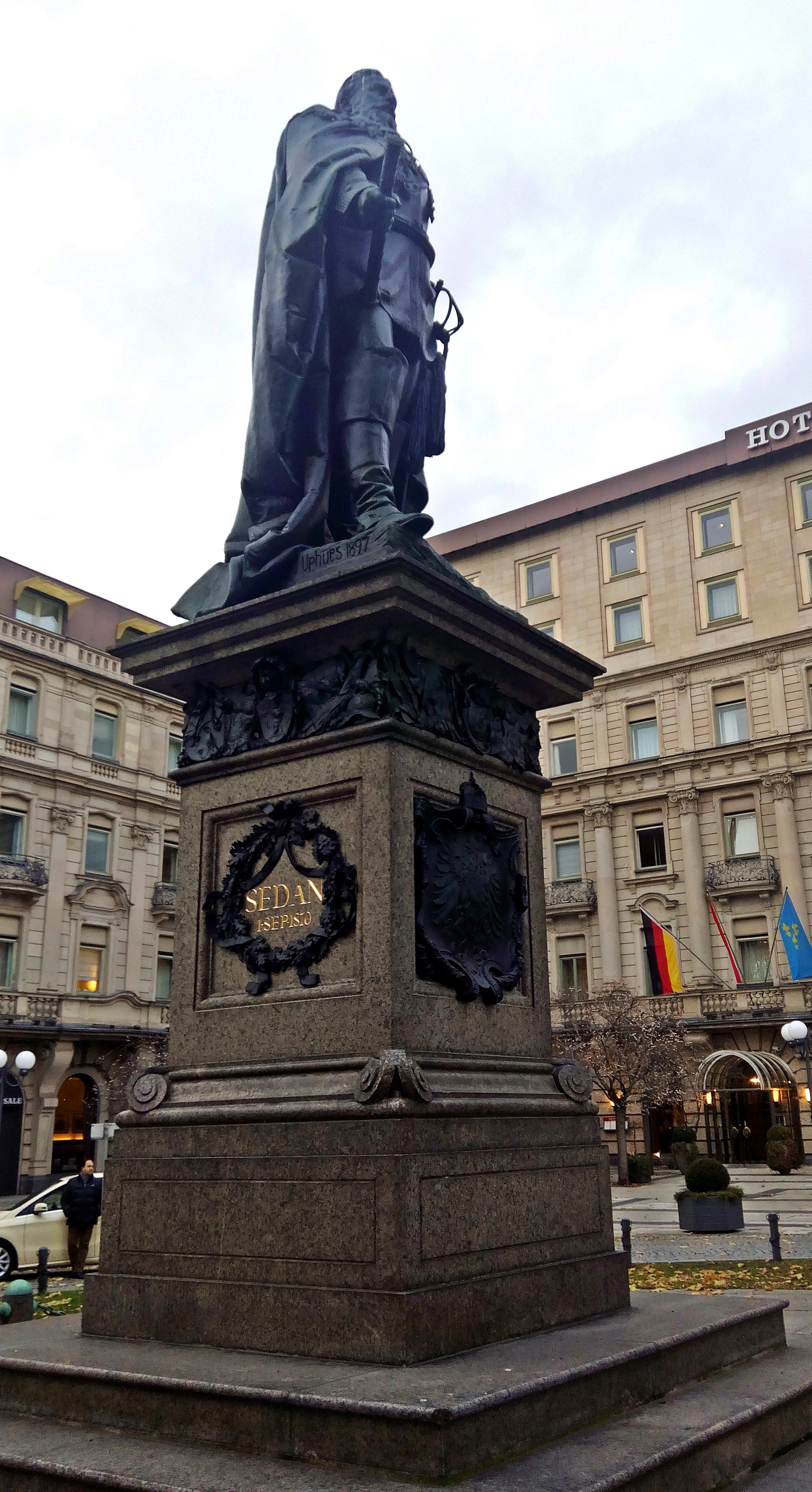
Denkmal Kaiser Friedrichs III. in Wiesbaden
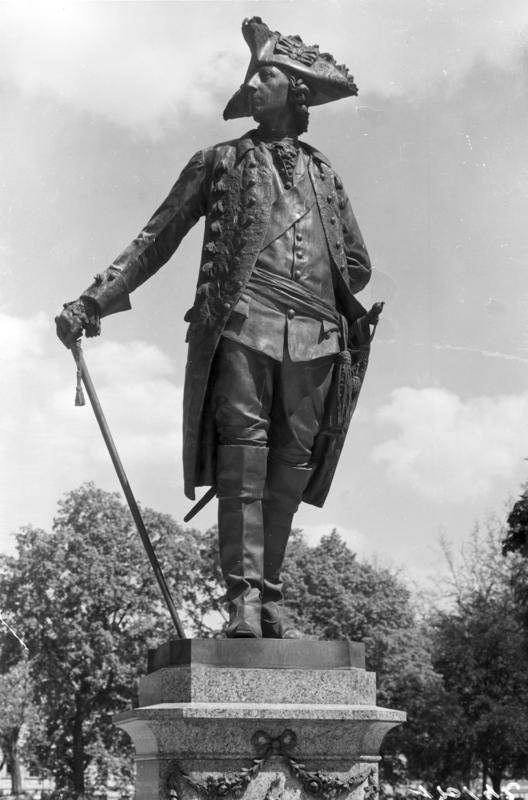
Denkmal Friedrichs des Großen in Potsdam
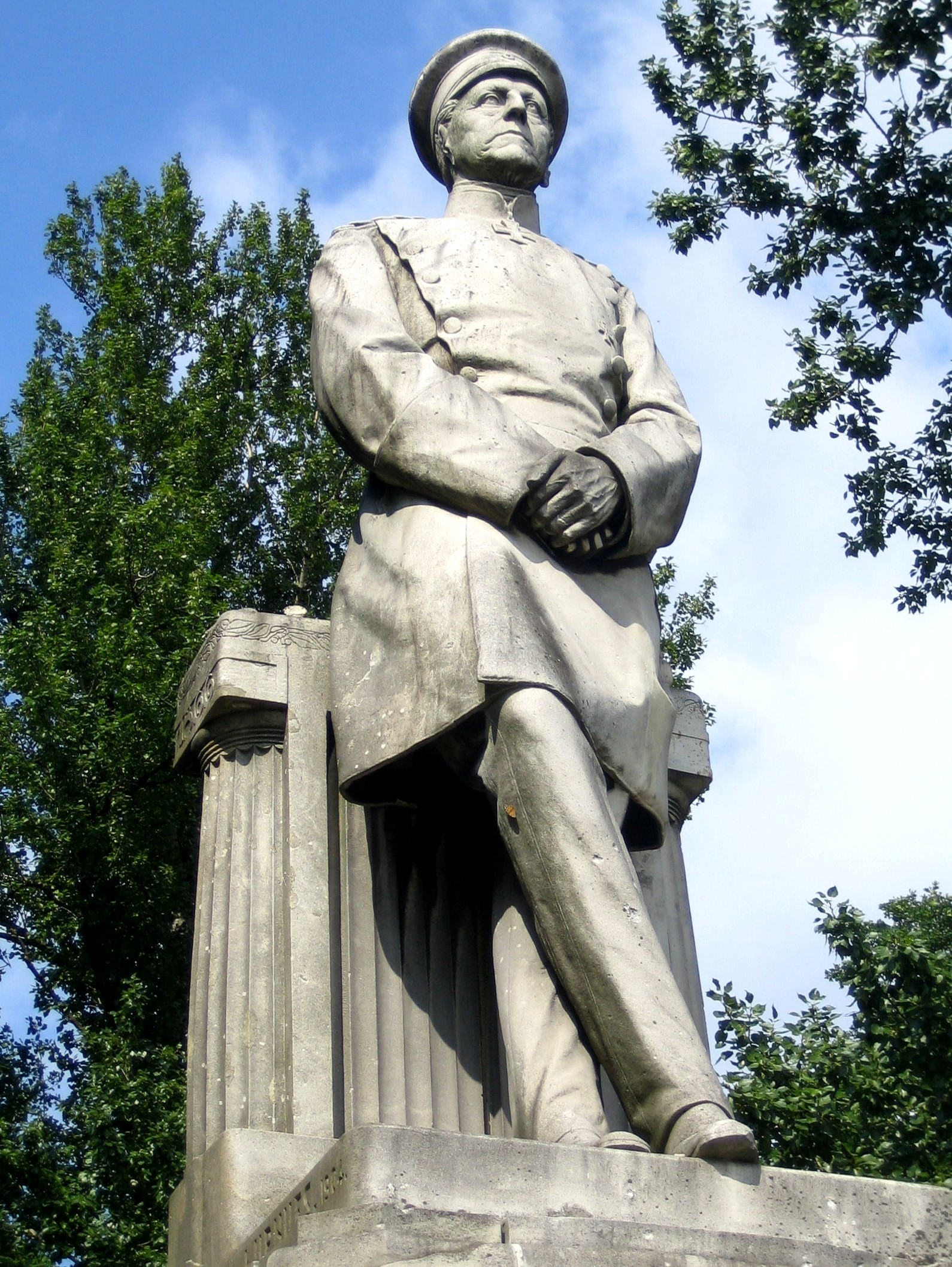
Moltkedenkmal in Berlin-Tiergarten
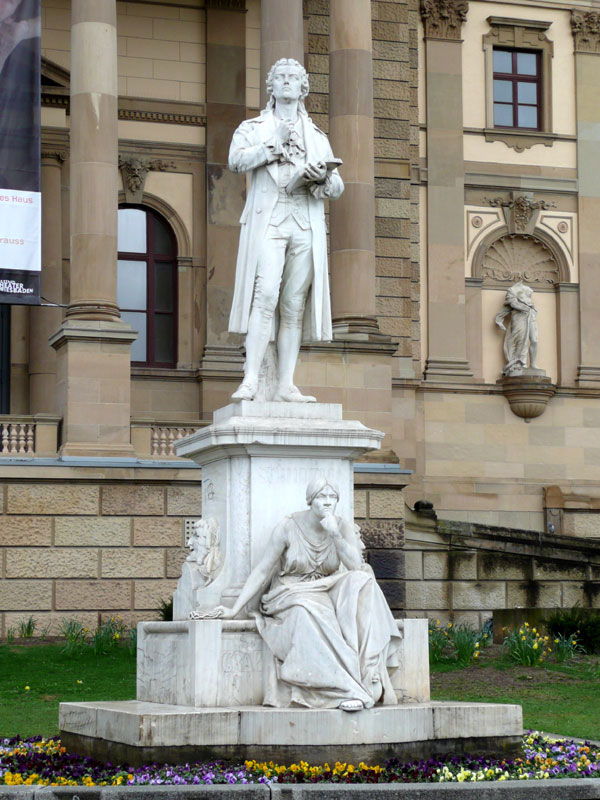
Schillerdenkmal in Wiesbaden

- diverse große Grabmale, zum Beispiel auf dem Evangelischen Friedhof in Düren
- Bogenschütze (1888), im Museum von Melbourne (Australien)

## Denkmäler (Auswahl)
Standort/was
- Berlin-Mitte

Standbild des Generalpostmeisters Heinrich von Stephan im Reichspostmuseum an der Mauerstraße
- Berlin-Kreuzberg

Grabdenkmal des Generalpostmeisters Heinrich von Stephan auf dem Dreifaltigkeitsfriedhof I, Feld 2, Ehrengrab der Stadt Berlin, Ausführung in der Werkstatt von Valentin Casal
- Berlin-Charlottenburg

Reiterstandbild Kaiser Friedrichs III. auf dem Luisenplatz (enthüllt am 27. Mai 1905)
- Berlin-Tiergarten

Denkmalgruppe 3 in der Siegesallee:
Standbild des brandenburgischen Markgrafen Otto II. mit den Assistenzbüsten des Ritters Johann Gans Edler zu Putlitz und Heinrich von Antwerpen (enthüllt am 22. März 1899)

Denkmalgruppe 28 in der Siegesallee: Standbild des jungen Königs Friedrich II. mit den Assistenzbüsten des Generalfeldmarschalls Kurt Christoph Graf von Schwerin und des Komponisten Johann Sebastian Bach (enthüllt am 26. August 1899)

Standbild Helmuth von Moltke, den Uphues auf seinem Sockel als „Der große Schweiger“ dargestellt hat, auf dem Königsplatz errichtet im Jahr 1905 (später in den Tiergarten versetzt)
- Düren

Standbild Kaiser Wilhelm I. auf dem Kaiserplatz (1889–1891)

Denkmal für Kaiser Friedrich III. (Auftrag 1889)

Bismarck-Denkmal (Auftrag 1890)

Standbild Helmuth von Moltke (enthüllt am 22. März 1902)
Aufgrund der langjährigen freundschaftlichen Beziehung zum Ehepaar Philipp und Anna Schoeller schuf er für die Familie Schoeller zwischen 1893 und 1907 in Düren insgesamt 6 große Familiengrabstätten, von denen das Grabmal von Philipp und Anna Schoeller auf dem Evangelischen Friedhof in Düren eine besondere Bedeutung zukommt.
- Bad Homburg vor der Höhe

Denkmal für Kaiser Friedrich III. (Auftrag 1890)

Büste Kaiserin Friedrich
- Koblenz

Johannes-Müller-Denkmal auf dem Jesuitenplatz (1899)
- Kronberg im Taunus

Standbild Kaiser Friedrichs III. im Victoriapark (1901)
- Mannheim

Denkmal für Helmuth von Moltke (1902)
- Potsdam-Sanssouci

Bronzebüste Kaiser Friedrichs III. am Neuen Palais (Geschenk des Kaisers, eingeschmolzen)
- Bad Pyrmont

Bronzebüste Albert Lortzing (1901)
- Schweidnitz (Schlesien)

Standbild König Friedrichs II. (1908)
- Wiesbaden

Standbild Kaiser Friedrichs III. (1897)
Schillerdenkmal (1905)
- Verteidigung einer Sabinerin (1886)
- Trauernde am Grabmal Heinrich von Stephans
- Denkmal Kaiser Friedrichs III. in Wiesbaden
- Denkmal Friedrichs des Großen in Potsdam
- Moltkedenkmal in Berlin-Tiergarten
- Schillerdenkmal in Wiesbaden